# Centre de découverte des sciences de la Terre
Le Centre de découverte des sciences de la Terre (CDST) se situe à la sortie nord de Saint-Pierre, en Martinique, en rive gauche de la rivière des Pères et jouxte les ruines de l'ancienne Habitation Périnelle, face au volcan de la Montagne Pelée. C'est un lieu de mémoire de l'éruption du volcan en 1902, un lieu de sensibilisation aux risques naturels et un lieu de diffusion de la culture scientifique.
Le Centre est construit par le conseil général de la Martinique selon les normes des dernières techniques antisismiques et est inauguré en février 2004.

## Description
Le Centre de découverte des sciences de la Terre propose des expositions permanentes et temporaires, à caractère scientifique, en mémoire de l’éruption de 1902 et liées aux risques naturels majeurs : volcans, séismes, cyclones.
Il possède également une salle de projection présentant le film documentaire « Volcans des Antilles » comportant des images de toute beauté et des commentaires très instructifs.
On y trouve aussi un jardin à thème, avec une vue unique sur la Montagne Pelée et une photo aérienne géante de la Martinique (36 m2) aux détails époustouflants.
Enfin des conférences sont organisées autour des thématiques de la volcanologie et la sismologie mais aussi d'autres domaines scientifiques.